# Häselgehr
Häselgehr este o comună rurală din districtul Reutte, landul Tirol, Austria.
Se află la o altitudine de 1.006 m deasupra nivelului mării. Are o suprafață de 50,6 km² și 50,62 km². Populația este de 690 locuitori, determinată în 1 ianuarie 2018.